# Brive-la-Gaillarde
Brive-la-Gaillarde este un oraș în Franța, sub-prefectură a departamentului Corrèze în regiunea Limousin. Este cel mai populat oraș al departamentului și al doilea cel mai populat oraș al regiunii Limousin după Limoges.

## Sport
- CA Brive (rugby, Top 14)

## Personalități marcante
- Pierre André Latreille, naturalist
- Guillaume Marie-Anne Brune, mareșali ai Imperiului
- Cédric Villani, matematician francez
- Édouard Valéry, rezistent. A fost pictor la Brive înainte de 1939
- Jean-Joseph Sanfourche, (1929-2010), pictor, poet, designer și sculptor francez, a locuit o vreme la Brive.